# David Butler
David Butler (San Francisco, 17 december 1894 – Arcadia, 14 juni 1979) was een Amerikaans regisseur en acteur.

## Levensloop
David Butler werd in San Francisco geboren als zoon van een schouwburgdirecteur en een toneelactrice. Hij debuteerde als figurant in theaterstukken. Later had hij rollen in enkele films van de regisseurs D.W. Griffith en Tod Browning. In 1927 speelde hij mee in de met een Oscar bekroonde prent 7th Heaven van Frank Borzage. In datzelfde jaar maakte hij met de filmkomedie High School Hero zijn regiedebuut. Tijdens zijn 9-jarige periode bij de filmmaatschappij Fox draaide hij meer dan dertig films. Daarna werkte hij onder meer met acteur Bing Crosby aan de muzikale komedies If I Had My Way (1940) en Road to Morocco  (1942). Hij regisseerde toen ook meerdere films met actrice Doris Day. Vanaf de jaren 50 legde hij zich vooral toe op televisieproducties.

## Filmografie (selectie)
- 1918: The Greatest Thing in Life
- 1919: The Unpainted Woman
- 1919: Better Times
- 1919: The Petal on the Current
- 1919: The Other Half
- 1919: Bonnie Bonnie Lassie
- 1921: The Sky Pilot
- 1922: The Wise Kid
- 1922: The Village Blacksmith
- 1922: Conquering the Woman
- 1923: Hoodman Blind
- 1923: Mary of the Movies (cameo)
- 1926: The Blue Eagle
- 1926: Meet the Prince
- 1929: Sunny Side Up
- 1929: Chasing Through Europe
- 1930: High Society Blues
- 1930: Just Imagine
- 1931: Delicious
- 1932: Business and Pleasure
- 1933: My Weakness
- 1934: Bottoms Up
- 1934: Bright Eyes
- 1935: The Little Colonel
- 1935: The Littlest Rebel
- 1936: Captain January
- 1936: Dimples
- 1936: Pigskin Parade
- 1938: Kentucky
- 1939: That's Right You're Wrong
- 1940: You'll Find Out
- 1942: Road to Morocco
- 1944: Shine On, Harvest Moon
- 1944: The Princess and the Pirate
- 1945: San Antonio
- 1946: The Time, the Place and the Girl
- 1949: It's a Great Feeling
- 1949: The Story of Seabiscuit
- 1950: Tea for Two
- 1952: Where's Charley?
- 1952: April in Paris
- 1953: By the Light of the Silvery Moon
- 1953: Calamity Jane
- 1954: King Richard and the Crusaders
- 1954: The Command
- 1955: Jump into Hell
- 1956: The Girl He Left Behind
- 1967: C'mon, Let's Live a Little